# Panikkøb
Panikkøb optræder når forbrugere køber usædvanligt store mængder af et produkt i forventning af, eller efter, en katastrofe eller mulig katastrofe er indtruffet, eller store prisstigninger eller varemangel.
Panikkøb under en helbredskrise er påvirket af "(1) individers opfattelse af truslen ved en helbredskrise og manglen på produkter; (2) frygt for det ukendte, hvilket er forårsaget af emotionelt pres og usikkerhed; (3) spejling af andres adfærd, der ser panikkøb som en måde at lette angst og genvinde kontrol over krisen; og (4) social psykologiske faktorer der står for det sociale netværk for den enkelte."
Panikkøb er en type flokadfærd. Det er interessant i forhold til forbrugeradfærdsteorier, der er det brede felt af økonomiske studier, der undersøger og forsøger at forklare kollektiv handlinger som modediller og mode, bevægelser i aktiemarkedet, indkøb af dagligvarer, shoppingture, hoarding, ogbankstormløb."
Panikkøb kan lede til reel varemangel uanset om risikoen for reel varemangel er virkelig eller blot forestillet; sidstnævnte scenarie er en selvopfyldende profeti.

## Eksempler
- Første[5][6][7] og anden verdenskrig.[8][9][10]
- Den globale influenzapandemi 1918-1919 ("Spanske syge") ledte til panikkøb af kinin og andre lægemidler til influenza.[11] Salget af Vicks VapoRub steg fra $900.000 til $2,9 mio. på et år.[12]
- Cubakrisen i 1962 ledte til panikkøb af dåsemad nogle steder i USA.[13]
- Storkonflikten i 1998 i Danmark ledte til at bl.a. gær blev hamstret i stor stil.[14]
- Varemangel i Venezuela fra 2010 og de følgende år grundet en priskontrol indført af regeringen.[15]
- Coronaviruspandemien ledte til at der i mange lande blev panikkøbt bl.a. toiletpapir[16] og gær.[17][18]
- Brændstofmangel i Storbritannien i 2021 forårsaget af mangel på lastbilchauffører til at transportere brændstoffet ud til de enkelte tankstationer efter Brexit.[19]